# Talipot-Palme

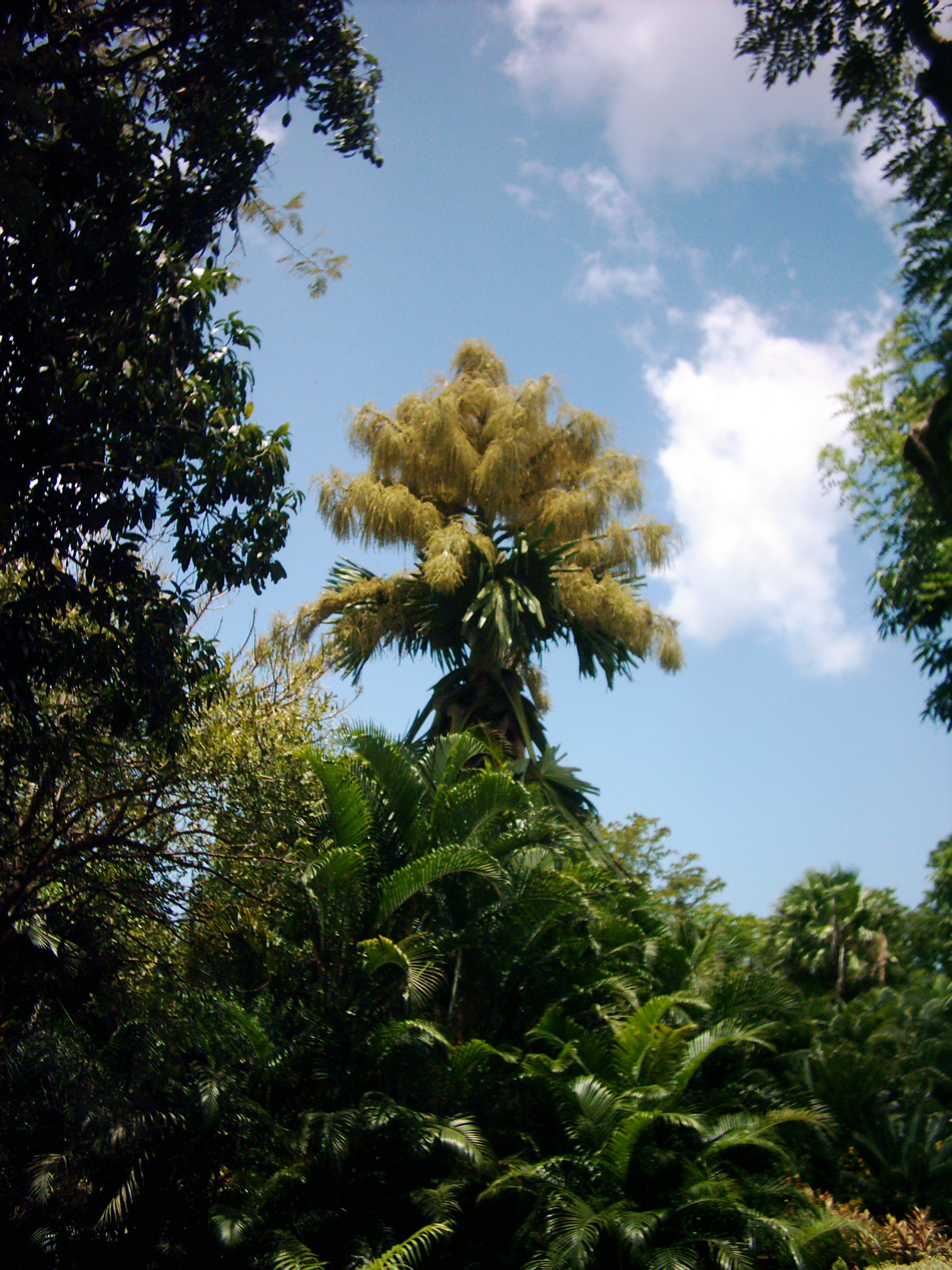
Blühende Talipot-Palme auf Guadeloupe

Die Talipot-Palme (Corypha umbraculifera) ist mit 12 bis 25 m Wuchshöhe eine der besonders großen Palmen.

## Beschreibung
Ihre leuchtendgrünen Blätter erreichen maximal einen Durchmesser von 5 Metern und sind damit die breitesten aller Palmen. Sie sitzen auf 4 Meter langen Blattstielen, die an den Rändern mit zahlreichen Stacheln besetzt sind. Der Stamm ist mit den alten Blattbasen abgeworfener Blätter bedeckt.
Die hapaxanthe Talipot-Palme blüht nach 30 bis über 50 Jahren und bildet einen bis zu 6 Meter hohen endständigen Blütenstand. Er besteht aus Millionen kleiner, cremefarbener und zwittriger Einzelblüten, aus denen sich runde mattgrüne bis bräunliche, einsamige Früchte entwickeln. Nach etwa zwölf Monaten sind die etwa bis 4 Zentimeter großen Früchte reif und die Palme stirbt ab.

## Vorkommen
Das ursprüngliche Vorkommen der Talipot-Palme liegt auf Sri Lanka sowie an der indischen Malabarküste.

## Taxonomie
Die Talipot-Palme wurde 1753 von Carl von Linné in Species Plantarum Band 2, Seite 1187 als Corypha umbraculifera erstbeschrieben.

## Namenserklärung und Verwendung
Der Name der Talipot-Palme auf Sanskrit lautet Tali (ताली tālī). Die Bezeichnung Talipot leitet sich von Sanskrit tālīpatra, „Tali-Blatt“, her. In Indien wurden die Blätter der Talipot-Palme früher als Schreibmaterial für Palmblattmanuskripte benutzt. Ab dem 16. Jahrhundert wurde die Talipot-Palme aber durch  die Palmyrapalme (Borassus flabelliformis) abgelöst. Der Grund dürfte im höheren Nutzwert der Palmyrapalme liegen, bei der auch die Früchte verwertbar sind.